# Gerichtsbezirk Strigno
Der Gerichtsbezirk Strigno (deutsch: Striegen) war ein dem Bezirksgericht Strigno unterstehender Gerichtsbezirk in der Gefürsteten Grafschaft Tirol. Der Gerichtsbezirk im Trentino gehörte zum Bezirk Borgo.
Nach dem Ersten Weltkrieg musste Österreich den gesamten Gerichtsbezirk an Italien abtreten.

## Geschichte
Der Gerichtsbezirk Strigno wurde durch eine 1849 beschlossene Kundmachung der Landes-Gerichts-Einführungs-Kommission geschaffen und umfasste ursprünglich die zwölf Gemeinden Bienno, Castello Tesino, Cinte Tesino, Fracena, Grigno, Ospedaletto, Pieve Tesino, Samone, Scurelle, Spera, Strigno und Villa.
Der Gerichtsbezirk Strigno bildete im Zuge der Trennung der politischen von der judikativen Verwaltung
ab 1868 gemeinsam mit den Gerichtsbezirken Borgo und Levico den Bezirk Borgo.
Der Gerichtsbezirk Strigno wies 1869 eine Bevölkerung von 13.635 Personen auf.
1910 wurden für den Gerichtsbezirk 15.206 Personen ausgewiesen, von denen 389 Deutsch (2,6 %) und 14.465 Italienisch oder Ladinisch (95,1 %) als Umgangssprache angaben.
Durch die Grenzbestimmungen des am 10. September 1919 abgeschlossenen Vertrages von Saint-Germain wurde der Gerichtsbezirk Strigno zur Gänze Italien zugeschlagen.

## Gerichtssprengel
Der Gerichtssprengel umfasste 1910 die zwölf Gemeinden Bieno, Castello Tesino, Cinte Tesino, Grigno, Ivano Fracena, Ospedaletto, Pieve Tesino, Samone, Scurelle, Spera, Strigno und Vill' Agnedo.